# Shen Xue
Shen Xue (chinesisch 申 雪, Pinyin Shēn Xuě; * 13. November 1978 in Harbin) ist eine ehemalige chinesische Eiskunstläuferin, die im Paarlauf startete.

## Werdegang
Shen wurde in Harbin, dem Zentrum des chinesischen Eiskunstlaufsports, geboren. Sie begann im Alter von sieben Jahren mit dem Eiskunstlaufen, zunächst als Einzelläuferin. Später wechselte sie zum Paarlauf. Ihr Eiskunstlaufpartner wurde 1992 Zhao Hongbo. Ihr Trainer war Yao Bin, der zusammen mit Partnerin Bo Luan 1980 der erste chinesische Teilnehmer bei Weltmeisterschaften im Paarlauf war. Shen/Zhao trainierten zunächst im Trainingszentrum in Harbin. Die gesamte Trainingsgruppe zog jedoch nach Peking um. Zu dieser Trainingsgruppe gehören auch Pang Qing und Tong Jian sowie Zhang Dan und Zhang Hao. Shen/Zhao starteten jedoch weiter für den Eislaufverein Harbin.
1993 wurden Shen/Zhao zum ersten Mal in ihrer Karriere chinesische Paarlaufmeister. Bis zu ihrem Karriereende sollten sie noch sieben weitere nationale Titel erringen. Ihr internationales Debüt hatte das Paar bei der Weltmeisterschaft 1994 in Chiba. Sie beendeten es auf dem 21. Platz.
Der internationale Einstieg verlief nicht gerade berauschend. Die Pirouetten waren langsam und asynchron. Auch die Technik der Wurfelemente ließ zu wünschen übrig. Sie wurden außerdem kritisiert, weil sie selbst bei Hebefiguren große Löcher im Eis hinterließen.

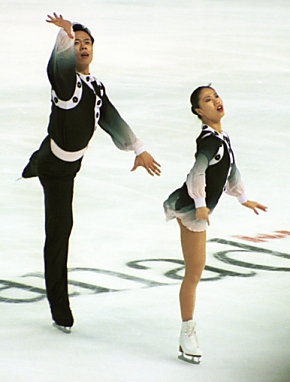
Shen Xue und Zhao Hongbo beim Grand-Prix-Finale 2001/02

In der Weltspitze angekommen waren Shen/Zhao im Jahr 1998 mit dem fünften Platz bei den Olympischen Spielen in Nagano und dem vierten Platz bei der Weltmeisterschaft. Im Dezember 1998 gewannen sie das Grand-Prix-Finale. Mit verbesserter Choreografie und verbessertem Ausdruck entschieden sie die Vier-Kontinente-Meisterschaft 1999 in Halifax für sich. In Helsinki wurden sie Vize-Weltmeister hinter den Russen Jelena Bereschnaja und Anton Sicharulidse und gewannen damit die erste Weltmeisterschaftsmedaille im Paarlauf für China. 2000 verteidigten Shen/Zhao ihre Silbermedaille bei der Weltmeisterschaft und 2001 reichte es noch zur Bronzemedaille. So gingen sie als Mitfavoriten zu den Olympischen Spielen 2002 in Salt Lake City und gewannen die Bronzemedaille. Es war die erste olympische Medaille für ein chinesisches Eiskunstlaufpaar.
Nach dem Rücktritt der Olympiasieger Bereschnaja und Sicharulidse sowie Jamie Salé und David Pelletier war bei der Weltmeisterschaft 2002 der Weg frei für Shen/Zhao. Im japanischen Nagano wurden sie die ersten chinesischen Paarlauf-Weltmeister. Sie verteidigten den Titel ein Jahr später bei der Weltmeisterschaft 2003 in Washington, obwohl sich Shen im Training am Fuß verletzt hatte. Sie bekamen mehrere Höchstnoten für ihre Kür, die sie zu Vanessa Maes Variationen von Puccinis Turandot liefen. Kurz zuvor hatten sie vor heimischer Kulisse in Peking zum zweiten Mal die Vier-Kontinente-Meisterschaft für sich entschieden.
Der Versuch den dritten WM-Titel in Folge zu gewinnen scheiterte 2004 trotz der besten Kür zur Musik von Tschaikowskis Nussknacker wegen eines Fehlers von Zhao im Kurzprogramm. Sie unterlagen Tatjana Totmjanina und Maxim Marinin. 2005 mussten sie wegen einer Achillessehnenzerrung Zhaos gleich ganz aufgeben. Doch es sollte noch schlimmer werden, denn am 5. August 2005 zog sich Zhao einen Achillessehnenriss beim Training im Höhentrainingslager Kunming zu und wurde am darauffolgenden Tag in Peking operiert. Dies behinderte die Olympiavorbereitung für 2006 erheblich. Erst wenige Wochen vor den Olympischen Spielen 2006 in Turin konnten sie wieder auf das Eis zurückkehren. Ihr Trainingsrückstand war offensichtlich, doch es reichte äußerst knapp zum erneuten Gewinn der Bronzemedaille bei Olympischen Spielen hinter Totmjanina/Marinin und ihren jungen Landsleuten Zhang Dan und Zhang Hao. Ihre anderen Landsleute Pang Qing und Tong Jian waren nur 0,24 Punkte hinter ihnen.

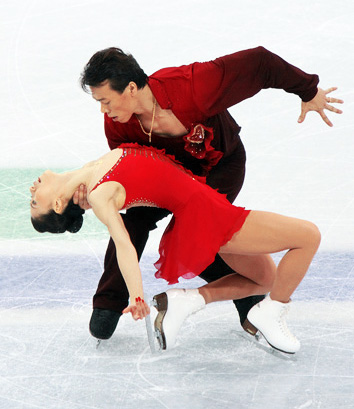
Shen Xue und Zhao Hongbo bei den Olympischen Spielen 2010

Die Saison 2006/07 wurde eine starke Saison für Shen/Zhao. Sie gewannen beide Grand-Prix-Wettbewerbe, an denen sie teilnahmen sowie das Grand-Prix-Finale. Danach siegten sie in Colorado Springs zum dritten und letzten Mal bei der Vier-Kontinente-Meisterschaft und wurden am 21. März 2007 in Tokio zum dritten und letzten Mal Weltmeister. Daraufhin gaben sie ihren Rücktritt vom Wettkampfsport bekannt. Direkt nach der Kür machte Zhao Hongbo Shen Xue einen Heiratsantrag, den sie auch annahm. Sie heirateten noch im selben Jahr.
Für die Saison 2009/2010 kündigten Shen/Zhao ihre Rückkehr in den Wettkampfsport an, um sich ihren letzten unerfüllt gebliebenen Traum vom Olympiagold zu erfüllen. Sie gewannen beide Grand-Prix-Wettbewerbe sowie zum insgesamt sechsten Mal das Grand-Prix-Finale, so oft wie kein anderes Paar. Bei den Olympischen Spielen 2010 in Vancouver erzielten sie im Kurzprogramm mit 76,66 Punkten einen neuen Punkteweltrekord, 0,70 Punkte vor Aljona Sawtschenko und Robin Szolkowy. Die Kür beendeten sie mit persönlicher Bestleistung hinter ihren, einen neuen Punkteweltrekord aufstellenden, Landsleuten Pang Qing und Tong Jian. Mit insgesamt 216,57 Punkten, die ebenfalls Punkteweltrekord bedeuteten, gewannen Shen Xue und Zhao Hongbo olympisches Gold vor Pang/Tong und Sawtschenko/Szolkowy. Es war der erste Olympiasieg für China im Eiskunstlaufen. Shen/Zhao beendeten nach 46 Jahren die Siegesserie von sowjetischen, bzw. russischen Paarläufern bei Olympischen Spielen. Shen Xue war mit 31 Jahren die älteste Paarlauf-Olympiasiegerin seit Ljudmila Beloussowa 1968. Am 17. Februar gaben Shen/Zhao ihren endgültigen Rücktritt vom Wettkampfsport bekannt.
Nach ihrem Karriereende waren Zhao Hongbo und Shen Xue in verschiedenen Eis-Shows zu sehen. Sie leben in Shenzhen und arbeiten als Trainer. Am 3. September 2013 kam ihr erstes Kind zur Welt.

## Ergebnisse

### Paarlauf

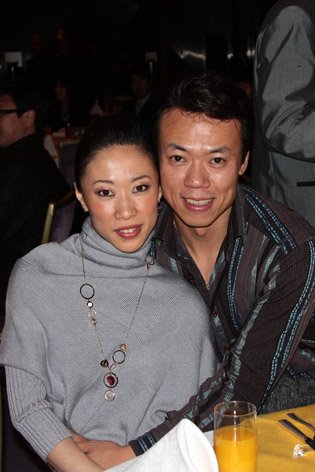
Shen Xue und Zhao Hongbo beim Grand-Prix-Finale 2009/10

(mit Zhao Hongbo)
| Wettbewerb / Jahr               | 1993 | 1994 | 1995 | 1996 | 1997 | 1998 | 1999 | 2000 | 2001 | 2002 | 2003 | 2004 | 2005 | 2006 | 2007 | 2008 | 2009 | 2010 |
| ------------------------------- | ---- | ---- | ---- | ---- | ---- | ---- | ---- | ---- | ---- | ---- | ---- | ---- | ---- | ---- | ---- | ---- | ---- | ---- |
| Olympische Winterspiele         |      |      |      |      |      | 5.   |      |      |      | 3.   |      |      |      | 3.   |      |      |      | 1.   |
| Weltmeisterschaften             |      | 21.  |      | 15.  | 11.  | 4.   | 2.   | 2.   | 3.   | 1.   | 1.   | 2.   | Z    |      | 1.   |      |      |      |
| Vier-Kontinente-Meisterschaften |      |      |      |      |      |      | 1.   |      | 2.   |      | 1.   |      |      |      | 1.   |      |      |      |
| Chinesische Meisterschaften     | 1.   | 1.   | 2.   | 1.   | 1.   | 1.   | 1.   |      | 1.   | 1.   |      |      |      |      |      |      |      |      |

- Z = Zurückgezogen